# Ammari (Tissemsilt)
Pour les articles homonymes, voir Ammari.
Ammari est une commune de la wilaya de Tissemsilt en Algérie.